# Ouled Aissa (Boumerdès)
Ouled Aissa (em árabe: أولاد عيسى) é uma cidade e comuna localizada na província de Boumerdès, Argélia. Segundo o censo de 2008, a população total da cidade era de 7 685 habitantes.